# مارسيلو فيريرا
مارسيلو فيريرا (7 أكتوبر 1975 بالبرازيل - ) هو لاعب كرة قدم برازيلي في مركز الهجوم. شارك مع منتخب هندوراس لكرة القدم. أما مع النوادي، فقد لعب مع نادي ماراثون ونادي موتاجوا ‏ ونادي ديبورتيفو أوليمبيا ونادي بلاتنسي وPumas UNAH ‏ وAtlético Olanchano ‏ وباريلاس وان وC.D. Real Juventud ‏ وكوبان إمبيريال.

## وصلات خارجية
- مارسيلو فيريرا على موقع قاعدة بيانات كرة القدم.إي يو (الإنجليزية)